# Los Suaves
Los Suaves és un grup de rock nascut a Ourense (Galícia) als anys vuitanta del segle xx. Va ser fundat pels tres germans Domínguez, Charly, Yosi, i Javier; que són el baixista, el vocalista/lletrista del grup i el bateria original, respectivament.
El seu primer disc va ser Esta vida me va a matar (1982), en el qual hi ha cançons tan importants com «Peligrosa María» o «Viene el tren». Fins a arribar a l'emblemàtic tercer disc que els va llançar a l'èxit, Ese día piensa en mí, el 1989, van haver de passar vuit anys ben llargs durant els quals van gravar dos discos que en el seu moment van passar pràcticament desapercebuts, si bé, actualment s'han reeditat fins i tot en compacte.
L'oportunitat de gravar el primer dels seus discos, Esta vida me va a matar (1982), va sorgir després de fer de teloners del grup The Ramones a la Corunya, quan el grup novaiorquès va visitar Espanya. És aquest el fet puntual que marca el principi de la llegenda de Los Suaves.
El grup ha estat premiat per la premsa especialitzada com a millor grup en directe del país en diverses ocasions.

## Components
La formació actual de Los Suaves està formada per:
- Yosi Domínguez: veu i guitarra.
- Alberto Cereijo: guitarra solista.
- Fernando Calvo: guitarra rítmica.
- Charly Domínguez: baix.
- Tino Mojón: bateria.

### Antics membres
- Javier Domínguez: bateria.
- Angel Barrio, Gelo: batería.
- Hermes, Alogo Mebuy: guitarra solista.
- Ramón Costoya, Moncho: guitarra rítmica.
- Carlos Costoya: bateria.
- Ángel Ruiz: guitarra
- Pepe Losada: guitarra
- Tony Vallés: guitarra
- Tino Canolas: batería
- Carlos Romero (Abuña): bateria (1986-88)

### Discografia
| - 1982 Esta vida me va a matar - 1984 Frankenstein - 1988 Ese día piensa en mi - 1990 Suave es la noche (directe) - 1991 Maldita sea mi suerte - 1992 10 años de rock (recopilatori) - 1993 Malas noticias - 1994 Santa Compaña - 1995 Especial acústico CADENA 100 (acústic) - 1995 ¿Hay alguien ahí? (directe) - 1995 Lo mejor de ¿Hay alguien ahí? - 1996 Con el corazón (recopilatori) - 1997 San Francisco Express - 2000 Víspera de todos los santos - 2002 Un paso atrás en el tiempo (recopilatori) - 2003 Si yo fuera Dios - 2005 El jardín de las delicias - 2010 Adiós, adiós - 2010 29 años, 9 meses y 1 día (directe) - 2013 No puedo dejar el rock (recopilatori remasteritzat) - 2013 Gira de los mil conciertos (directe) - 2016 La música termina |